# Wolf Adolf August von Lüttichau

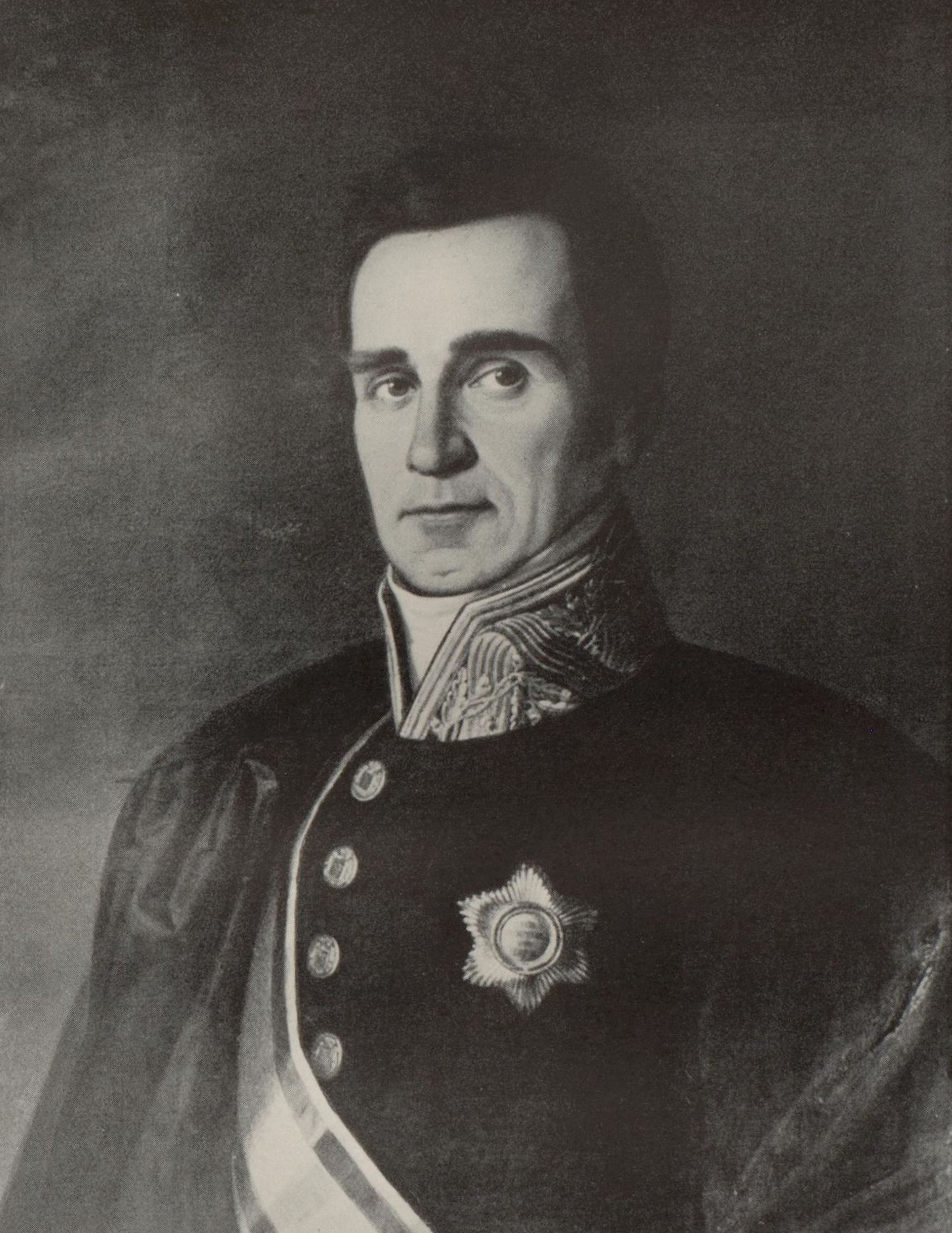
Wolf Adolf August von Lüttichau

Wolf Adolf August von Lüttichau (* 15. Juni 1786 in Ulbersdorf; † 26. Februar 1863 in Dresden) war ein Generalintendant des Sächsischen Hoftheaters Dresden.

## Leben

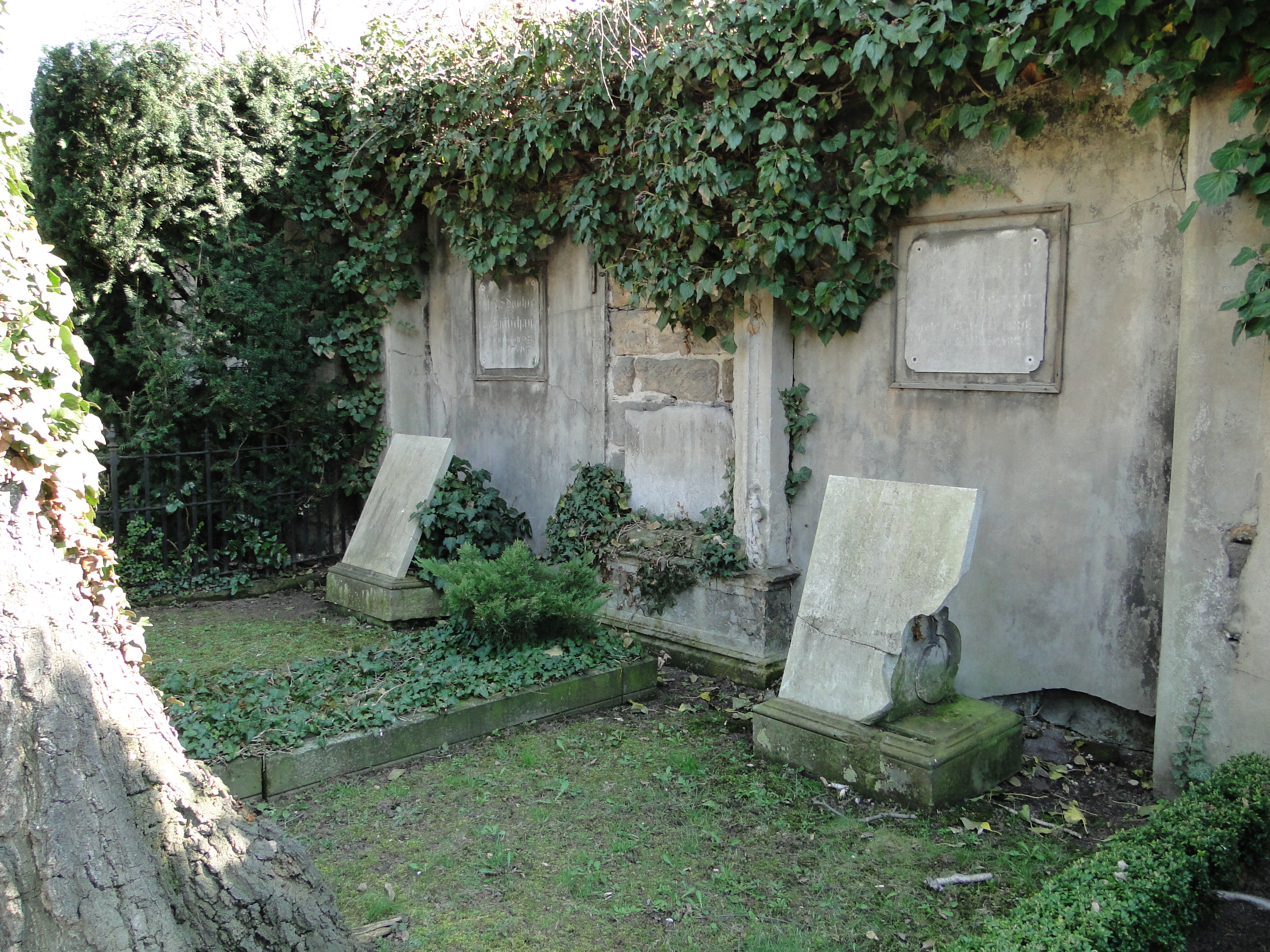
Grab von Wolf Adolf August von Lüttichau auf dem Trinitatisfriedhof in Dresden (vor Restaurierung)

Wolf August von Lüttichau stammt aus dem meißnischen Adelsgeschlecht von Lüttichau. Er wurde 1809 Jagdpage, 1813 Assessor im Sächsischen Finanzkollegium und 1816 Oberforstmeister im Bezirk Dresden. 1814/15 begleiteten einige wenige sächsische Höflinge ihren König Friedrich August I. in die preußische Gefangenschaft nach Schloss Friedrichsfelde bei Berlin. Wolf August von Lüttichau war einer von ihnen. Mutmaßlich wegen dieser Gefolgschaftstreue wurde er 1824 zum Generaldirektor der Königlich-Sächsischen musikalischen Kapelle und des Hoftheaters ernannt. Diese Stellung hatte er bis 1862 inne. In Dresden war er Mitglied der Freimaurerloge Zum goldenen Apfel.
Seit dem 12. August 1818 war er mit Ida von Lüttichau, Tochter des Königsberger Landrats Carl Christoph Gottlob von Knobelsdorff, verheiratet. Das Ehepaar hatte fünf Kinder, von denen jedoch nur zwei das Erwachsenenalter erreichten. Dazu zählt der Geheime Rat Karl von Lüttichau.
Die Grabstätte der Familie befindet sich auf dem Dresdner Trinitatisfriedhof.

## Das Hoftheater zur Wirkungszeit Lüttichaus
Das Sächsische Hoftheater Dresden war während Lüttichaus Wirkungszeit geprägt von bedeutenden künstlerischen Persönlichkeiten sowohl im Bereich der Musik (Carl Maria von Weber, Richard Wagner, Wilhelmine Schröder-Devrient), schauspielerisch (Emil Devrient, Bogumil Dawison) wie dramaturgisch (Ludwig Tieck, Eduard Devrient, Karl Gutzkow). Kulturell engagierte Persönlichkeiten wie Carl Gustav Carus, Karl Gottlieb Theodor Winkler (alias Theodor Hell) oder der spätere König Johann machten ihren Einfluss geltend. Von 1838 bis 1841 errichtete Gottfried Semper ein neues Hoftheater, die erste Semperoper.
Während des Dresdner Maiaufstands standen sowohl Richard Wagner als auch Gottfried Semper auf Seiten der Revolutionäre.

## Bedeutung
Die Aufgaben eines Generaldirektors eines Hoftheaters wurden zu jener Zeit noch nicht vorrangig in seinen künstlerischen Kompetenzen gesehen. So verstand sich auch Wolf August von Lüttichau vor allem als treuer Interessenvertreter seines Königs. Zeitzeugenberichte wie neuere Fachliteratur belegen seine unermüdliche und bürokratisch gesehen korrekte Organisation der aufeinanderstoßenden Interessen.
Dagegen kam er im Umgang mit seinen künstlerischen Mitarbeitern wie auch bei künstlerischen Einschätzungen wohl oft an seine Grenzen. Hier hatte seine Frau Ida von Lüttichau erheblichen ergänzenden Einfluss.
Im Mittelpunkt der Bedeutung Wolf August von Lüttichaus als Generalintendant steht sein vorbehaltloses Eintreten für Richard Wagner, der von 1843 bis 1849 an der Dresdner Hofoper als Zweiter Kapellmeister angestellt war und dort seine Opern Rienzi (1842), Der fliegende Holländer (1843) sowie Tannhäuser (1845) uraufführen konnte. Lüttichaus Engagement für Wagner ist umso höher zu bewerten, als zwischen beiden ein äußerst ambivalentes Verhältnis bestand, das zu Beschimpfungen auf beiden Seiten führte.